# Actinopus septemtrionalis
Espèce
Actinopus septemtrionalis est une espèce d'araignées mygalomorphes de la famille des Actinopodidae.

## Distribution
Cette espèce est endémique d'Argentine. Elle se rencontre  dans les provinces de Salta, de Tucumán, de Catamarca et de Formosa.

## Description
Le mâle holotype mesure 10,56 mm et la femelle paratype 15,24 mm.

## Publication originale
- Ríos-Tamayo & Goloboff, 2018 : Taxonomic revision and morphology of the trapdoor spider genus Actinopus (Mygalomorphae: Actinopodidae) in Argentina. Bulletin of the American Museum of Natural History, no 419, p. 1-83 (texte intégral).